# Nicolas Marie Vidal
Pour les articles homonymes, voir Vidal.
Nicolas Marie Vidal (1739-1806), gouverneur civil de la Louisiane espagnole et de la Floride espagnole. Il fut lieutenant-gouverneur de la Louisiane française et représentant du gouvernement français. 

## Période espagnole
Nicolas Marie Vidal fut un haut fonctionnaire sous l'autorité du royaume d'Espagne sous le nom de "Don Nicolas Maria Vidal, Chaves, Echavarri de Madrigal y Valdes". Il exerça en Colombie, puis en Louisiane et en Floride sous le régime de corruption de Charles IV d'Espagne. Ce régime discrédité contribua à la perte d'influence de l'Espagne notamment sur la Louisiane et la fin de l'ère espagnole louisianais. 
En 1796, le premier Traité de San Ildefonso permet à la France de revenir militairement vers la Louisiane avec cet accord militaire de défense commune avec l'Espagne contre l'Angleterre.
Dès 1797, Nicolas Marie Vidal refusa d'exécuter une liste de réglements d'intendance voulue par les autorités coloniales espagnoles. 
À la suite de la mort du gouverneur Manuel Gayoso de Lemos le 18 juillet 1799, de la fièvre jaune, Nicolas Marie Vidal fut nommé gouverneur civil en même temps que son compatriote louisianais, le colonel Francisco Bouligny, nommé gouverneur militaire, tous les deux sous l'autorité du nouveau gouverneur général par intérim Sebastián Calvo de la Puerta y O'Farrill.

## Période française
Le 1er octobre 1800, le second Traité de San Ildefonso redonne la Louisiane à la France. Nicolas Marie Vidal ressert les liens avec l'ensemble du territoire louisianais. Il était notamment en contact avec Pierre Laclède et René Auguste Chouteau, fondateurs de Saint-Louis sur le Missouri.
Nicolas Marie Vidal assuma sa charge de lieutenant-gouverneur sur l'ensemble du territoire louisianais jusqu'en 1801 jusqu'à la prise de fonction du dernier gouverneur espagnol, Juan Manuel de Salcedo qui fut chargé d'expédier les affaires courantes et de préparer la transition avec le retour aux commandes, à La Nouvelle-Orléans, de l'autorité de la France.